# Pyrpotyra
Pyrpotyra is een kevergeslacht uit de familie van de boktorren (Cerambycidae). De wetenschappelijke naam van het geslacht werd voor het eerst geldig gepubliceerd in 2010 door Santos-Silva, Martins & Clarke.

## Soorten
Pyrpotyra omvat de volgende soorten:
- Pyrpotyra albitarsis (Galileo & Martins, 2010)
- Pyrpotyra capixaba Santos-Silva, Martins & Clarke, 2010
- Pyrpotyra paradisiaca (Tippmann, 1953)
- Pyrpotyra paraensis Santos-Silva, Martins & Clarke, 2010
- Pyrpotyra pytinga Santos-Silva, Martins & Clarke, 2010